# Arroyo Tres
Arroyo Tres är en ort i Mexiko.   Den ligger i kommunen Santa María Tonameca och delstaten Oaxaca, i den sydöstra delen av landet, 500 km sydost om huvudstaden Mexico City. Arroyo Tres ligger 32 meter över havet och antalet invånare är 258.
Terrängen runt Arroyo Tres är huvudsakligen platt, men norrut är den kuperad. Havet är nära Arroyo Tres söderut.  Närmaste större samhälle är San Pedro Pochutla, 10,7 km nordost om Arroyo Tres. 